# Сильницкий, Георгий Георгиевич
Гео́ргий (Юрий) Гео́ргиевич Сильни́цкий (6 июля 1930 — 11 июля 2020) — советский и российский лингвист, доктор филологических наук (1976), профессор (1977), почётный профессор Смоленского университета (2012). Заслуженный деятель науки РСФСР (1991).
Специалист в области исследований глагола и его категорий в языках различных типов, основатель Смоленской школы квантитативной лингвистики. Член совета Международной ассоциации квантитативной лингвистики, член Нью-Йоркской академии наук. Внук А. П. Сильницкого.

## Биография
Родился 30 июля 1930 в Шанхае. Его родители, Сильницкий Георгий Антонович и Пояркова Галина Владимировна, эмигрировали в Китай в начале 1920-х годов из Владивостока.
Весной 1946 года окончил Shanghai British School (Juniour Cambridge) с дипломом первой степени. В 1947 году, в связи с выходом постановления правительства СССР о добровольной репатриации советских граждан, проживающих за рубежом, на родину, семья переехала в СССР, выбрав местом жительства г. Молотов (Пермь).
В 1948 году поступил в Молотовский (Пермский) университет на историко-филологический факультет. Учёбу совмещал с преподаванием в Пермской заочной вечерней школе взрослых, где преподавал английский и русский язык (1951-1957). По окончании университета в 1953 году прошёл аспирантуру при кафедре английской филологии ЛГПИ им. А. И. Герцена и был переведён в Смоленск в качестве преподавателя английского языка факультета иностранных языков педагогического института (СГПИ).
В 1965 году защитил кандидатскую диссертацию «Семантическая классификация словосочетаний типа „существительное + непереходный глагол“ в современном английском языке».
В 1976 году защитил докторскую диссертацию «Семантические и валентностные классы каузативных глаголов в современном английском языке».
Является одним из создателей кафедры английского языка Смоленского пединститута: заведовал ей в 1962-1968, 1970-1979 и 1990-1999 годах.
С 1972 года — руководитель аспирантуры при данной кафедре.
В 2012 году удостоен звания почётного профессора Смоленского университета.

## Научная деятельность
Основоположник Смоленской школы квантитативной лингвистики, занимающей заметное место среди постсоветских школ и групп по квантитативной лингвистике. Тема лингвистических исследований — семантика и разноуровневые характеристики глагола.
С 1960 года активно сотрудничал с Ленинградской школой типологической лингвистики при Ленинградском отделении Института языкознания. (Его собственная типология языков названа лингвистами В. Н. Поляковым  и В. Д. Соловьёвым  «важным шагом в развитии методологии применения статистических методов» в типологии и компаративистике).
В начале 1980-х годов Г. Г. Сильницкий на базе кафедры английского языка Смоленского педагогического института основал школу квантитативной лингвистики, известную как в нашей стране, так и за рубежом. По разрабатываемой под его руководством научной тематике опубликовано более 140 работ, издано 5 тематических сборников, 2 коллективных монографии, проведено 2 всероссийских конференции, защищено 10 кандидатских и одна докторская диссертация.
Особую значимость для современного языкознания имеет разработанная им оригинальная система семантических классов глагола, наиболее полно представленная в его докторской диссертации , монографиях «Семантические классы глаголов в современном английском языке» (1986) и «Соотношение глагольных признаков различных уровней в английском языке» (1990).
В 1990-е годы он применял разработанный им статистический метод, апробированный на языковом материале, к широкому кругу социологических явления, в рамках новой научной дисциплины — «биографики», исследующей стохастические закономерности, прослеживаемые в жизненных путях как исторических личностей прошлого, так и наших живых современников.
С 1994 по 2010 гг. ежегодно был руководителем грантов РГНФ и РФФИ (всего 17 грантов)
В 2007 году был председателем организационного комитета Всероссийской научной конференции «Биографическая летопись регионов России», проходившей в Смоленске.
В России, а также в Беларуси, Великобритании, Германии, Голландии, Испании, Румынии, США, Сербии издано более 200 его статей, 11 книг по лингвистике, культурологии, литературоведению, психологии, социологии.
Руководитель 12 кандидатских и 2 докторских диссертаций; рецензент и оппонент более 40 кандидатских и докторских диссертаций.

## Избранные работы

### Зарубежные
- Silnitsky G. Correlational analysis of the Indo-European morphological system // Journal of Quantitative Linguistics. 1998. Vol. 5. No. 1-2. P. 81-95. DOI: 10.1080/09296179808590113 .
- Silnitsky G. Correlation of Phonetic and Morphological Systems of Indo-European Languages // Journal of Quantitative Linguistics. 2003. Vol. 10. No. 2. P. 129—141. DOI: 10.1076/jqul.10.2.129.16717 .
- Correlational analysis in linguistics: results and perspectives // Quantitative Linguistics. An International Handbook. Walter de Gruyter, Berlin, New York, 2005. P. 751—760.
- Verbal temporalization in Russian and English // Tense-aspect, transitivity and causativity. Essays in honour of Vladimir Nedjalkov. John Benjamins Publishing company, Amsterdam/Philadelphia, 1999. P. 293—310.
- Nominal and verbal quantification // Typology of Iterative Constructions". LINCOM Studies in Theoretical Linguistics. Munchen-Newcastle, 1997, с. 496—514.
- Correlational system of verbal features in English and German // Contributions to Quantitative Linguistics. Dordrecht/Boston/London, 1993. P. 409—420.
- Typological indices and language classes: a quantitative study // Quantitative Linguistics, vol. 53, Glottometrica 14. Trier, 1993. P. 139—160.
- The structure of verbal meaning and the resultative // Typology of resultative constructions. Amsterdam/Philadelphia, 1988. P. 87-100.
- Aspects of aspect // Studies in Language. Vol. 16, No.2, 1992. P. 429—444.
- The structure of verbal meaning and the resultative // Typology of resultative constructions. Amsterdam/Philadelphia, 1988. P. 87-100.
- The system of the causative verbs in Basque // Fontes Linguae Vasconum, Studia et documenta. Pamplona, Ano II, No.46, 1970. P. 49-56.
- The typology of morphological and lexical causatives // Trends in Soviet theoretical linguistics", ed. by F.Kiefer. Foundations of Language, vol.18, Dordrecht-Holland / Boston, 1973. P. 1-32. (В соавторстве c В. П. Недялковым).
- Typologie der kausativen Konstruktionen // Folia Linguistica. Acta Societatis Linguisticae Europaeae, tomus VI 3/4. Mouton, 1973, p. 273-290. (В соавторстве с В. П. Недялковым).
- Les verbes bifonctionnels dans les langues romanes, l’anglais et le russe // Actele celui de-al XII-lea Congres international de lingvistică şi filologie romanică, 1. Editurá Academiei Republicii Socialiste România. Bucureşti, 1970. P. 273—276.
- Les verbes bifonctionnels dans les langues romanes, l’anglais et le russe // Actele celui de-al XII-lea Congres international de lingvistică şi filologie romanică, 1. Editurá Academiei Republicii Socialiste România, Bucureşti, 1970. P. 273—276.
- The system of the causative verbs in Basque // Fontes Linguae Vasconum, Studia et documenta. Pamplona, Ano II, No.46, 1970. P. 49-56.
- Интерслав (Interslav) — jезик мећусловенске комуникациjе // Словенство XXI век. Први Светски Конгрес Jужних Словена, Београд 2005. Ваљево, 2006. C. 77-99.

### Отечественные
- О некоторых типологических соотношениях романских и германских языков // «Древняя и новая Romania. Вып. 9. (Памяти профессора Р. Г. Пиотровского). Изд-во С-Петербургского университета, 2010. C. 109—120.
- Семантика. Грамматика. Квантитативная и типологическая лингвистика. Смоленск Смоленский ЦНТИ, 2006.
- Квантитативная грамматико-фонетическая типология языков и языковых признаков. Смоленск, 2004. 280 с.
- Функционально-коммуникативные типы наклонений и их темпоральные характеристики // Теория функциональной грамматики. Темпоральность. Модальность. ЛО ИЯ АН СССР. Ленинград, 1990. C. 90-110.
- Семантические классы английских глаголов и их диагностические признаки (опыт интерпретации) // Статистическая лексикография и учебный процесс. Сборник научных трудов. Киевский пединститут иностранных языков. Киев, 1990. С. 90-98.
- Соотношение глагольных признаков различных уровней в английском языке. АН Белорусской ССР. Минск, 1990. 179 с. (В соавторстве с С. Н. Андреевым, Л. А. Кузьминым, М. И. Кусковым, В. П. Луговским).
- „Палеоимператив“: к обоснованию „палеолингвистики“. // Функционально-типологические аспекты анализа императива. Часть 1. Грамматика и типология повелительных предложений. ИЯ АН СССР. Москва, 1990. С. 130—139.
- Система квантификаторов и квантитативные характеристики именных и глагольных морфологических категорий // Типология итеративных конструкций. ЛО ИЯ АН СССР. Ленинград, 1989. C. 270—282.
- Семантические классы глаголов в английском языке. Смоленск: СГПИ, 1986.
- Сильницкий Г. Г., Андреев, С. Н., Кузьмин, Л. А., Кусков, М. И. Соотношение глагольных признаков различных уровней в английском языке. Минск: Навука i тэхніка, 1990.
- Сильницкий Г. Г. Семантика английского глагола в соотношении с признаками различных языковых уровней. Смоленск: СГПИ, 1988. 128 с.
- Семантическая структура оценочных глаголов // Пропозициональные предикаты в логическом и лингвистическом аспекте. ИЯ АН СССР. Москва, 1987. С. 105—108.
- Семантические классы глаголов с предикатными актантами // Типология конструкций с предикатными актантами. ЛО ИЯ АН СССР. Ленинград, 1985. С. 40-42.
- Регрессионный и корреляционный анализ суффиксальной сочетаемости английского глагола // Дериватология и дериватография литературной нормы и научного стиля. Сборник научных трудов. АН СССР, Дальневосточный научный центр. Владивосток, 1984. С. 106—120.
- Исследование связи деривационных и синтаксических характеристик английских глаголов методом корреляционного анализа // Исследование деривационной подсистемы количественным методом. Сборник научных трудов. АН СССР, Дальневосточный научный центр. Владивосток, 1983. С. 108—123.
- Семантическая структура глагольного значения // Проблемы структурной лингвистики.1983. ИРЯ АН СССР. Москва, 1986. С. 3-15.
- Модель глагольного действия и семантическая классификация глаголов с предикатными актантами // Категория глагола и структура предложения. ЛО ИЯ АН СССР. Ленинград, 1983. С. 28-41. (В соавторстве с Г. В. Сильницкой).
- Функциональная характеристика „именного сказуемого“ (в сопоставлении с глагольным) // Studia Gramatyczne IV. Польская академия наук. Warszawa, 1981. P. 185—190.
- Предикативное отношение и его роль в пассивном преобразовании // Залоговые конструкции в разноструктурных языках. ЛО ИЯ АН СССР. Ленинград, 1981. С. 39-45.
- Семантические типы ситуаций и семантические классы глаголов // Проблемы структурной лингвистики. 1972. Институт русского языка АН СССР. Москва, 1973. С. 373—391.
- К вопросу о семантическом расстоянии и исчислении дифференциальных семантических признаков // Проблемы языкознания и теории английского языка. Вып. 3. Московский пединститут им. В. И. Ленина. Москва, 1978. С. 62-81.
- Глагольная валентность и залог // Типология пассивных конструкций. Диатезы и залоги. ЛО ИЯ АН СССР, Ленинград, 1974. С.54-72.
- Валентностная модель поуровневого развертывания предложения // Проблемы теории грамматического залога. ЛО ИЯ АН СССР. Ленинград, 1978. С. 65-71.
- Опыт семантической классификации словосочетаний типа „существительное + непереходный глагол“ в современном английском языке // Уч. зап. Ленинградского пединститута им. Герцена. Том 226, 1962, С. 209—234.
- Типология каузативных конструкций // Типология каузативных конструкций. Морфологический каузатив. ИЯ АН ССР, Ленинград, 1969. С. 5-19. (В соавторстве с В. П. Недялковым).

Полный список публикаций Г. Г. Сильницкого доступен здесь.

### Научно-популярные, беллетристические, журналистские публикации
- Освоение прошлого / Г. Г. Сильницкий; под ред. А. В. Пустовалова, Б. В. Кондакова; Перм. гос. нац. исслед. ун-т. Пермь, 2016. 129 с. То же, часть I: Освоение прошлого // Далекие — близкие. Страницы из жизни выпускников филологического факультета Пермского университета, работающих в разных регионах страны и мира / сост. Н. Е. Васильева; отв. за вып. Б. В. Кондаков; Перм. гос. нац. исслед. ун-т. Пермь, 2015. 376 с. С. 4-42.
- Биографическая летопись Смоленщины. Сб. ст. / отв. ред. Г. Г. Сильницкий. Смоленск: Маджента, 2006. 271 с. 3000 экз.
- Россия в поисках смысла / Сильницкий Г. Г. Смоленск : 2001. Т. 1 : Россия между прошлым и будущим. 293 с.
- Социально-биографические характеристики россиян / Г. Г. Сильницкий. Смоленск, 2000. 235 с.
- Чем живы смоляне. Социально-биографическое исследование. Г. Г. Сильницкий, Ю. Н. Киреенкова, С. А. Марченкова. Смоленск: СГУ, 2000, 108 с.
- „Россия не минует земства …“ // Смоленские новости. 4 декабря 1994 года, № 190(760), стр. 2.
- Смоленск — „место встречи“ Восточной Европы // Край Смоленский. Смоленск, 1993. С. 74-78.
- Владимир Соловьев и византийское наследие // Край Смоленский, No.9-10, 1995. С. 73-79.
- „Русская душа“ на распутьях истории // Край Смоленский. Смоленск, 1991. С. 183-46.
- Исихазм: традиция, развитие, актуальность // Мера, No.1. Санкт-Петербург, 1993. С. 23-37.
- Сильницкий Г. Г., Славин А. В. Проблема соотношения языка и мышления и „порождающая“ модель языка // Вопросы философии. 1980. № 7. С. 162—170.

### Выступления в качестве приглашённого докладчика
- Постмодернизм и его влияние на современную культуру России // Выездное заседание Президиума РАЕН в Смоленске, октябрь 2009.
- Двухуровневая синтаксическая модель и „лингвистика текста“ // Международная конференция, посвященная 50-летию Петербургской типологической школы. Российская Академия Наук. Институт лингвистических исследований. Санкт-Петербург, 25-28 мая 2011 г.
- Модальные аспекты каузальной обусловленности // Всероссийский коллоквиум „Социальные трансформации“. 6 июля 2011 г.

## Награды и звания
- Заслуженный деятель науки Российской Федерации (1991).
- Научный работник высшей категории[20].
- Орден Почёта (1999)[2][21].
- Медаль «За трудовые заслуги»[уточнить].

## Общественная деятельность
Один из основателей, заместитель председателя Смоленского земского движения, участник комиссии по разработке проекта «Старая Смоленская дорога».
В 1980-е годы руководил Смоленским городским дискуссионным клубом «Логос».
В 1990-е годы — основатель, президент и вице-президент Ассоциации смоленских ученых.

## Членство в общественных и научных организациях
- Член совета Международной ассоциации квантитативной лингвистики.
- Член транснационального общества Владимира Соловьева.
- Член Нью-Йоркской Академии наук (1995).
- Член экспертной комиссии РГНФ — отдел «Психология. Комплексное изучение человека» (2000—2005);
- член Межрегионального координационного совета по гуманитарным наукам Центрального региона России (2005—2008).